# Mad Max Beyond Thunderdome (colonna sonora)
Mad Max Beyond Thunderdome è la colonna sonora del film del 1985 Mad Max oltre la sfera del tuono, con protagonisti Mel Gibson e Tina Turner. L'album fu pubblicato dalla Capitol Records nel 1985.

## Descrizione
Oltre al commento musicale composto da Maurice Jarre ed eseguito dalla Royal Philharmonic Orchestra, l'album comprende i brani We Don't Need Another Hero (Thunderdome) e One of the Living cantati da Tina Turner.

## Tracce
1. We Don't Need Another Hero (Thunderdome) – 6:07 (Terry Britten, Graham Lyle) – Interpretata da Tina Turner
2. One of the Living – 5:48 (Holly Knight) – Interpretata da Tina Turner & Device
3. We Don't Need Another Hero (Thunderdome) (Instrumental) – 6:30 (Terry Britten, Graham Lyle) – Interpretata da Tina Turner
4. Bartertown – 8:28 (Maurice Jarre) – Interpretata dalla Royal Philharmonic Orchestra
5. The Children – 2:11 (Maurice Jarre) – Interpretata dalla Royal Philharmonic Orchestra
6. Coming Home – 15:10 (Maurice Jarre) – Interpretata dalla Royal Philharmonic Orchestra